# Ovršni list
Ovršni list je rastlinski list, ki se nahaja v cvetnem predelu stebla (poganjka). Med tovrstne liste spadajo vsi tisti preobraženi listi, ki se nahajajo v cvetni (reproduktivni) regiji, se nahajajo nad zelenimi listi, so del socvetja (stebelnega predela, kjer je skupaj več cvetov) ali so nameščeni pod posamičnim cvetom. Iz zalistja ovršnih listov običajno izraščajo cvetovi ali pri nekaterih vrstah celo socvetja.

## Značilnosti
Občasno je ovršne liste težko ločiti od tipičnih zelenih listov, ki jih je na rastlini navadno precej več. Najlažje je ovršne liste prepoznati po njihovi velikosti (pogosto so manjši od zelenih listov), mestu namestitve (v gornjem delu stebla, postavljeni v neposredno bližino cvetov in nad zelenimi listi), barvi in razmeroma manj zapleteni zgradbi. Določanje ovršnih listov je težje tudi zaradi njihove raznolike zgradbe in mnogih vlog, ki jih ti listi lahko opravljajo.

## Tipi ovršnih listov
Ločimo več različnih tipov ovršnih listov, ki se jih razvršča glede na njihovo funkcijo v cvetni regiji: krovni list (tudi brakteja), predlist (tudi brakteola), ogrinjalni list, ogrinjalno pleve (pri travah), krovno pleve (pri travah, nebinovkah in ščetičevkah), krovne ščetine (pri nebinovkah in ščetičevkah), krovne luske (sestavni del storža golosemenk in mačičastih socvetij topolov ter vrb), krovni list (v plodovih navadnega gabra), tulec ali spata (barvit list, ki pri kačnikovkah, družina Araceae, in palmah, družina Arecaceae, obkroža ter podpira socvetje, služi pa tudi privabljanju opraševalcev), mošnjiček (pri šaših, rod Carex, tak list je blede do skoraj prozorne barve in služi zaščiti plodu ali plodnice, okoli katerih se ovija). Iz morfološkega in funkcionalnega vidika med ovršne liste prištevamo tudi cvetne liste (venčne in čašne liste pri rastlinah z dvojnim cvetnim odevalom). Ovršni listi lahko imajo razširjevalno funkcijo, kot denimo v krilca preobraženi ovršni listi pri lipah.

### Predlisti
Med predliste ali brakteole štejemo vse tiste liste, ki zasedajo prvo (pri enokaličnicah) ali drugo (pri dvokaličnicah) mesto na stranskem izrastku stebla (stranskega poganjka), najdemo pa jih tudi na stranskih izrastkih socvetij in pecljih cvetov. Predlisti so zeleno obarvani, nastopajo sami ali v paru in se običajno po videzu razlikujejo od listov, nameščenih na nadaljnjih mestih.

### Krovni listi
Krovni listi ali brakteje so definirani kot podporni listi posamičnih rastlinskih cvetov (iz njihovega zalistja raste en cvet).

### Podporni listi
Izraz podporni list je splošni termin, ki se uporablja za vse tiste liste, katerih zalistje predstavlja osnovo za razvoj stranskega poganjka, ki je lahko tako navadni vegetativni poganjek kot tudi cvet ali socvetje. Zatorej med podporne liste sodijo tako nekateri zeleni listi kot tudi delež ovršnih listov.

### Ogrinjalni listi
Ogrinjalni listi so vsi tisti ovršni listi, ki so del kakšnega socvetja. Sem sodijo ogrinjalni listi (tako imenovana ogrinjala ali ogrinjalca) kobula kobulnic (družina Apiaceae), ovojkovi listi v koških (tip enostavnega grozdastega socvetja) nebinovk in ciatij (posebni tip cimoznega socvetja) mlečkovk. Manj pogosto so ogrinjalni listi oviti okoli posamičnih cvetov. Tovrstni ogrinjalni listi lahko obkrožajo ves cvet (vključno s čašnimi listi, ki tvorijo čašo) – gre za tako imenovano zunanjo čašo, ki je značilna za grintavec (Scabiosa) in slezenovec (Malva).